# Mana Pools nationalpark samt safariområdena Sapi och Chewore

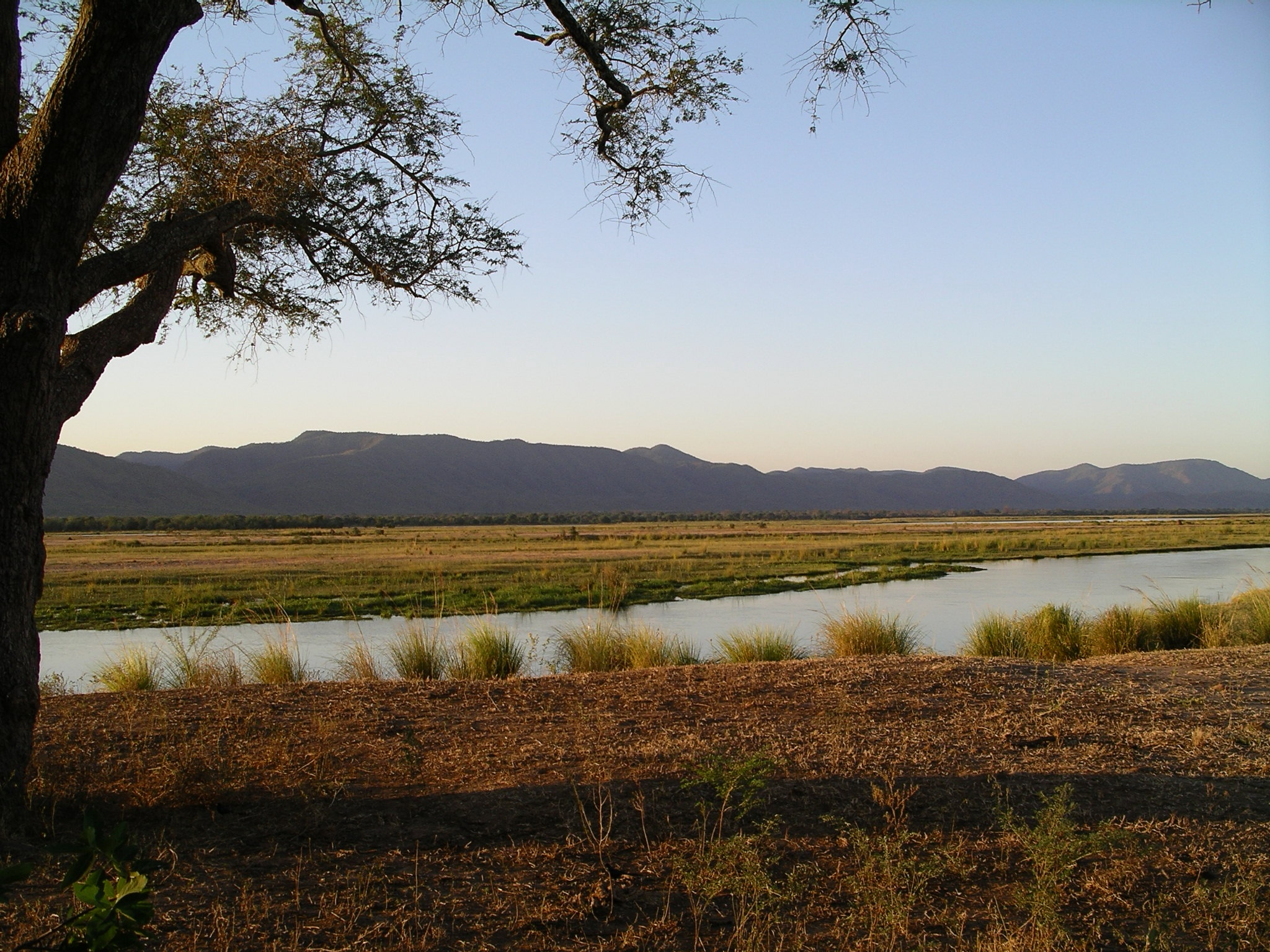
Floden Zambesi i Mana Pools

Mana Pools är en nationalpark i ett stort våtmarksområde i nordvästra Zimbabwe.
Mana betyder "fyra" på Shona, som en referens till de fyra stora permanenta vattendammarna formade av meandrar i centrala Zambezi. Detta 2 500 km² stora flodområde, öar, sandbankar och dammar, flankerade av mahognyskog, vilda fikonträd, ebenholtsträd och baobab (apbrödsträd), är en av de sista utvecklade nationalparkerna i södra Afrika. Området räddades från planerna på ett vattenkraftverk i början av 1980-talet vilket skulle ha fyllt detta världsarv med vatten. Nationalparken har landets största koncentration av flodhästar och krokodiler samt stora populationer av elefanter och bufflar under torrperioden.
1984 upptogs nationalparken samt safariområdena Sapi och Chewore på Unescos Världsarvslista.